# Vieira iridea
Vieira iridea là một loài côn trùng trong họ Chrysopidae thuộc bộ Neuroptera. Loài này được Olivier miêu tả năm 1792.